# Grégoire Aslan
Grégoire Aslan (* 28. März 1908 in Istanbul, Osmanisches Reich; † 8. Januar 1982 in Ashton, Cornwall, England, Vereinigtes Königreich) war ein französischer Schauspieler armenischer Herkunft.

## Leben
Grégoire Aslan war zunächst Schlagzeuger und spielte im Orchester von Ray Ventura. Erst relativ spät wurde er für den Film entdeckt, seine weitere schauspielerische Karriere wurde durch den Zweiten Weltkrieg unterbrochen, bis zu dessen Ende Aslan seine musikalische Tätigkeit fortsetzte. Durch seine äußere Erscheinung war Aslan häufig auf zwielichtige oder gar kriminelle Typen festgelegt, die er in zahlreichen Streifen des Unterhaltungskinos auch in internationalen Produktionen verkörperte.

## Filmografie (Auswahl)
- 1949: Die Hafenbar von Marseille (Hans le marin)
- 1950: Achtung! Kairo… Opiumschmuggler (Cairo Road)
- 1950: Ferien wie noch nie (Last Holiday)
- 1950: Frau im Netz (Cage of Gold)
- 1951: Die rote Herberge (L’auberge rouge)
- 1953: Dieser Mann ist gefährlich (Cet homme est dangereux)
- 1954: Ein Akt der Liebe (Act of Love)
- 1955: Legion der Hölle (Joe Macbeth)
- 1955: Oase
- 1955: Herr Satan persönlich (Mr. Arkadin)
- 1956: Der Mann mit dem goldenen Schlüssel (L’homme aux clefs d’or)
- 1956: Gangster, Rauschgift und Blondinen (L’homme et l‘enfant)
- 1957: Der Mann, der sterben muß (Celui qui doit mourir)
- 1957: Casino de Paris
- 1957: Die Erbarmungslosen (Les Fanatiques)
- 1958: Der Schnorchel (The Snorkel)
- 1958: Die Wurzeln des Himmels (The Roots of Heaven)
- 1958: Wütende See (Sea Fury)
- 1959: Rivalen unter heißer Sonne (Killers of Kilimanjaro)
- 1960: Die Spur führt ins Nichts (The Criminal)
- 1960: Der Teufel kommt um vier (The Devil at 4 O’Clock)
- 1960: Herr der drei Welten (The 3 Worlds of Gulliver)
- 1960: König der Könige (King of Kings)
- 1960: Unser Mann in Havanna (Our Man in Havana)
- 1960: Der Rebell (The Rebel)
- 1960: Etappenhengste (Invasion Quartet)
- 1960: Unter zehn Flaggen (Sotto dieci bandiere)
- 1961: Rendezvous in Madrid (The Happy Thieves)
- 1962: Zusammen in Paris (Paris when it sizzles)
- 1963: Cleopatra
- 1963: Die Verführerin (Une ravissante idiote)
- 1964: Der Diamantenjob (The Main Chance)
- 1964: Der gelbe Rolls-Royce (The Yellow Rolls-Royce)
- 1964: Freiwild unter heißer Sonne (The High Bright Sun)
- 1965: Im Reich des Kublai Khan (La fabuleuse aventure de Marco Polo)
- 1965: Der Schuß (Moment to Moment)
- 1966: Sie fürchten weder Tod noch Teufel (Lost Command)
- 1966: Willkommen, Mister B. (A Man Could Get Killed)
- 1966: Marrakesch (Our Man in Marrakesh)
- 1967: Die 25. Stunde (La 25ième heure)
- 1968: Die Hochzeit (Mazel tov ou le marriage)
- 1969: Zwei Kerle aus Granit (You Can't Win ’Em All)
- 1969: Zwölf plus eins (Una su 13)
- 1971: Die Liebenden von Etretat (Les galets d‘Etretat)
- 1972: Die rote Kapelle (Fernsehserie)
- 1973: Das Mädchen von Hongkong
- 1973: Sindbads gefährliche Abenteuer (The golden voyage of Sinbad)
- 1974: Graf Yoster gibt sich die Ehre (Folge: Ein besonderer Schatz)
- 1974: Das Mädchen von Petrovka (The Girl from Petrovka)
- 1975: Der rosarote Panther kehrt zurück (The Return of the Pink Panther)
- 1981: Kommissar Moulin (Commissaire Moulin) (Fernsehserie, 1 Folge)